# Calliscelio erana
Calliscelio erana är en stekelart som först beskrevs av Nixon 1931.  Calliscelio erana ingår i släktet Calliscelio och familjen Scelionidae. Inga underarter finns listade.